# 시몬 바르 코크바

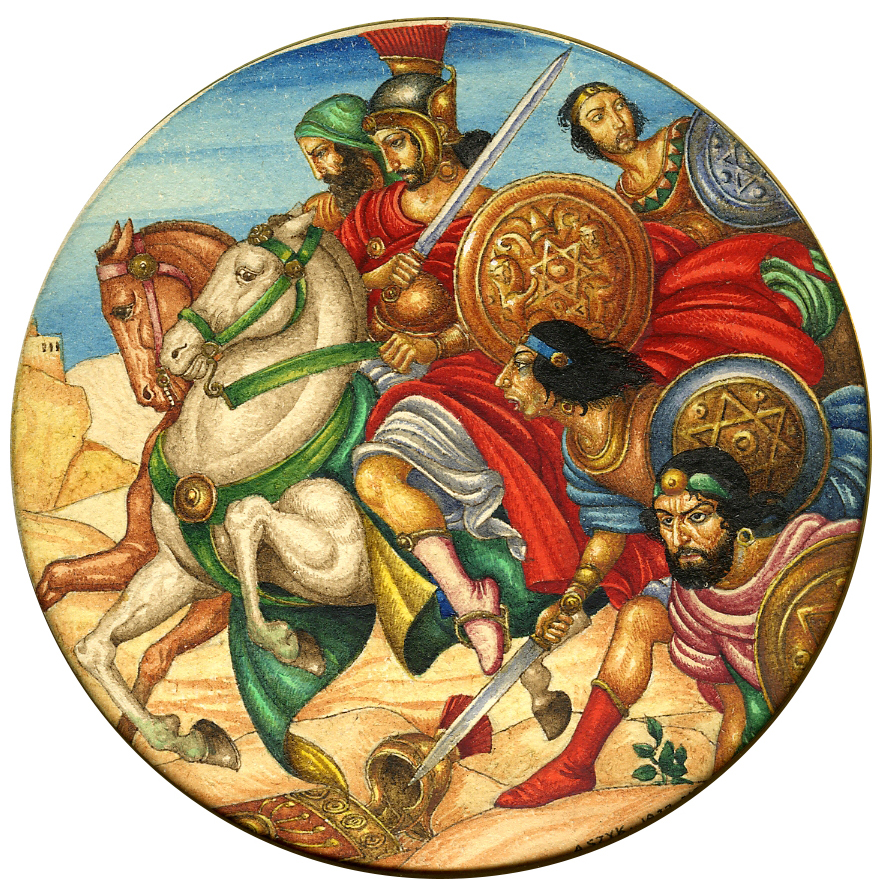

시몬 바르 코코바 또는 바르 코크바(히브리어:שמעון בר כוכבא, )는 로마 제국 하드리아누스 황제 때에 유대에서 로마에 대항하여 반란을 일으킨 유대인 지도자의 이름이다.
132년경 로마에 대항하여 일어나서 예루살렘을 정복하고 약 3년간 이스라엘의 "나시"(히브리어: נָשִׂיא)가 되어 통치했으나 세베루스가 이끄는 로마군에게 반격 당해 끈질기게 저항하다가 결국 135년 베타르에서 패하고 자결했다.
원래 그의 이름은 시몬 벤 코스바(히브리어: שמעון בן כוסבא , 또는 벤 코시바, בן כוזיבא)였다고 하는데 '바르 코크바'라는 이름은 아람어로 "별의 아들"을 뜻하며 이는 구약성경 민수기의 24:17에 나오는 야곱의 아들중에서 별이 나올 것이며...라는 구절에서 나왔다고 한다. 당시에 유대지방에서 가장 존경받는 랍비인 아키바 벤 요셉으로부터는 이 이름을 받았다고 하며 그는 유대를 로마의 폭정에서 구할 메시아로 간주되었다.

## 읽어 보기
- 바르 코크바의 반란